# Kid Rock/Diskografie
Diese Diskografie ist eine Übersicht über die musikalischen Werke des US-amerikanischen Rock-Sängers Kid Rock und seinen Pseudonymen wie Robert James Ritchie. Den Schallplattenauszeichnungen zufolge hat er bisher mehr als 29,2 Millionen Tonträger verkauft, davon alleine in seinem Heimatland über 25,5 Millionen. Seine erfolgreichste Veröffentlichung ist das vierte Studioalbum Devil Without a Cause mit über 11,4 Millionen verkauften Einheiten.

## Alben

### Studioalben
| Jahr | Titel Musiklabel                                               | Höchstplatzierung, Gesamtwochen, AuszeichnungChartplatzierungen (Jahr, Titel, Musiklabel, Platzierungen, Wochen, Auszeichnungen, Anmerkungen) | Höchstplatzierung, Gesamtwochen, AuszeichnungChartplatzierungen (Jahr, Titel, Musiklabel, Platzierungen, Wochen, Auszeichnungen, Anmerkungen) | Höchstplatzierung, Gesamtwochen, AuszeichnungChartplatzierungen (Jahr, Titel, Musiklabel, Platzierungen, Wochen, Auszeichnungen, Anmerkungen) | Höchstplatzierung, Gesamtwochen, AuszeichnungChartplatzierungen (Jahr, Titel, Musiklabel, Platzierungen, Wochen, Auszeichnungen, Anmerkungen) | Höchstplatzierung, Gesamtwochen, AuszeichnungChartplatzierungen (Jahr, Titel, Musiklabel, Platzierungen, Wochen, Auszeichnungen, Anmerkungen) | Anmerkungen                                                   |
| Jahr | Titel Musiklabel                                               | DE | AT | CH | UK | US | Anmerkungen                                                   |
| ---- | -------------------------------------------------------------- | --- | --- | --- | --- | --- | ------------------------------------------------------------- |
| 1990 | Grits Sandwiches for Breakfast Top Dog Records                 | — | — | — | — | — | Erstveröffentlichung: 11. Dezember 1990                       |
| 1993 | The Polyfuze Method Top Dog Records • Continuum Records        | — | — | — | — | — | Erstveröffentlichung: 16. März 1993                           |
| 1996 | Early Morning Stoned Pimp Top Dog Records                      | — | — | — | — | — | Erstveröffentlichung: 9. Januar 1996                          |
| 1998 | Devil Without a Cause Top Dog Records • Atlantic Records (WMG) | DE82 (15 Wo.)DE | AT28 (9 Wo.)AT | — | UK— SilberUK | US4 Diamant + Platin · (111 Wo.)US | Erstveröffentlichung: 18. August 1998 Verkäufe: + 11.467.500  |
| 2001 | Cocky Atlantic Records (WMG)                                   | DE15 (10 Wo.)DE | AT10 (10 Wo.)AT | CH30 (11 Wo.)CH | — | US3 ×5Fünffachplatin · (134 Wo.)US | Erstveröffentlichung: 20. November 2001 Verkäufe: + 5.200.000 |
| 2003 | Kid Rock Atlantic Records (WMG)                                | — | — | — | — | US8 Platin · (35 Wo.)US | Erstveröffentlichung: 11. November 2003 Verkäufe: + 1.050.000 |
| 2007 | Rock N Roll Jesus Atlantic Records (WMG)                       | DE5 Gold · (26 Wo.)DE | AT2 Gold · (24 Wo.)AT | CH4 Gold · (26 Wo.)CH | UK4 Gold · (11 Wo.)UK | US1 ×3Dreifachplatin · (135 Wo.)US | Erstveröffentlichung: 9. Oktober 2007 Verkäufe: + 3.475.000   |
| 2010 | Born Free Atlantic Records (WMG)                               | DE9 (16 Wo.)DE | AT7 (18 Wo.)AT | CH7 (15 Wo.)CH | — | US5 Platin · (47 Wo.)US | Erstveröffentlichung: 16. November 2010 Verkäufe: + 1.040.000 |
| 2012 | Rebel Soul Atlantic Records (WMG)                              | DE24 (2 Wo.)DE | AT26 (2 Wo.)AT | CH12 (6 Wo.)CH | — | US5 Gold · (35 Wo.)US | Erstveröffentlichung: 16. November 2012 Verkäufe: + 500.000   |
| 2015 | First Kiss Warner Bros. Records (WMG)                          | DE16 (4 Wo.)DE | AT9 (4 Wo.)AT | CH5 (8 Wo.)CH | UK52 (1 Wo.)UK | US2 (24 Wo.)US | Erstveröffentlichung: 20. Februar 2015                        |
| 2017 | Sweet Southern Sugar Top Dog Records                           | DE88 (1 Wo.)DE | AT64 (1 Wo.)AT | CH43 (1 Wo.)CH | — | US8 (13 Wo.)US | Erstveröffentlichung: 3. November 2017                        |
| 2022 | Bad Reputation Top Dog Records                                 | — | — | — | — | US124 (1 Wo.)US | Erstveröffentlichung: 20. März 2022                           |

### Livealben
| Jahr | Titel        | Höchstplatzierung, Gesamtwochen, AuszeichnungChartplatzierungen (Jahr, Titel, Platzierungen, Wochen, Auszeichnungen, Anmerkungen) | Höchstplatzierung, Gesamtwochen, AuszeichnungChartplatzierungen (Jahr, Titel, Platzierungen, Wochen, Auszeichnungen, Anmerkungen) | Höchstplatzierung, Gesamtwochen, AuszeichnungChartplatzierungen (Jahr, Titel, Platzierungen, Wochen, Auszeichnungen, Anmerkungen) | Höchstplatzierung, Gesamtwochen, AuszeichnungChartplatzierungen (Jahr, Titel, Platzierungen, Wochen, Auszeichnungen, Anmerkungen) | Höchstplatzierung, Gesamtwochen, AuszeichnungChartplatzierungen (Jahr, Titel, Platzierungen, Wochen, Auszeichnungen, Anmerkungen) | Anmerkungen                            |
| Jahr | Titel        | DE | AT | CH | UK | US | Anmerkungen                            |
| ---- | ------------ | --- | --- | --- | --- | --- | -------------------------------------- |
| 2006 | Live Trucker | — | — | — | — | US12 (13 Wo.)US | Erstveröffentlichung: 28. Februar 2006 |

### Kompilationen
| Jahr | Titel                               | Höchstplatzierung, Gesamtwochen, AuszeichnungChartplatzierungen (Jahr, Titel, Platzierungen, Wochen, Auszeichnungen, Anmerkungen) | Höchstplatzierung, Gesamtwochen, AuszeichnungChartplatzierungen (Jahr, Titel, Platzierungen, Wochen, Auszeichnungen, Anmerkungen) | Höchstplatzierung, Gesamtwochen, AuszeichnungChartplatzierungen (Jahr, Titel, Platzierungen, Wochen, Auszeichnungen, Anmerkungen) | Höchstplatzierung, Gesamtwochen, AuszeichnungChartplatzierungen (Jahr, Titel, Platzierungen, Wochen, Auszeichnungen, Anmerkungen) | Höchstplatzierung, Gesamtwochen, AuszeichnungChartplatzierungen (Jahr, Titel, Platzierungen, Wochen, Auszeichnungen, Anmerkungen) | Anmerkungen                                              |
| Jahr | Titel                               | DE | AT | CH | UK | US | Anmerkungen                                              |
| ---- | ----------------------------------- | --- | --- | --- | --- | --- | -------------------------------------------------------- |
| 2000 | The History of Rock                 | DE15 (20 Wo.)DE | AT13 (17 Wo.)AT | CH32 (21 Wo.)CH | UK73 Silber · (2 Wo.)UK | US2 ×2Doppelplatin · (41 Wo.)US                                                                                                   | Erstveröffentlichung: 30. Mai 2000 Verkäufe: + 2.260.000 |
| 2018 | Greatest Hits: You Never Saw Coming | — | — | — | — | US51 (11 Wo.)US | Erstveröffentlichung: 21. September 2018                 |

### EPs
| Jahr | Titel              | Höchstplatzierung, Gesamtwochen, AuszeichnungChartplatzierungen (Jahr, Titel, Platzierungen, Wochen, Auszeichnungen, Anmerkungen) | Höchstplatzierung, Gesamtwochen, AuszeichnungChartplatzierungen (Jahr, Titel, Platzierungen, Wochen, Auszeichnungen, Anmerkungen) | Höchstplatzierung, Gesamtwochen, AuszeichnungChartplatzierungen (Jahr, Titel, Platzierungen, Wochen, Auszeichnungen, Anmerkungen) | Höchstplatzierung, Gesamtwochen, AuszeichnungChartplatzierungen (Jahr, Titel, Platzierungen, Wochen, Auszeichnungen, Anmerkungen) | Höchstplatzierung, Gesamtwochen, AuszeichnungChartplatzierungen (Jahr, Titel, Platzierungen, Wochen, Auszeichnungen, Anmerkungen) | Anmerkungen                             |
| Jahr | Titel              | DE | AT | CH | UK | US | Anmerkungen                             |
| ---- | ------------------ | --- | --- | --- | --- | --- | --------------------------------------- |
| 2010 | Racing Father Time | — | — | — | — | US154 (1 Wo.)US | Erstveröffentlichung: 16. November 2010 |

Weitere EPs
- 1994: Fire It Up

## Singles

### Als Leadmusiker
| Jahr | Titel Album                              | Höchstplatzierung, Gesamtwochen, AuszeichnungChartplatzierungen (Jahr, Titel, Album, Platzierungen, Wochen, Auszeichnungen, Anmerkungen) | Höchstplatzierung, Gesamtwochen, AuszeichnungChartplatzierungen (Jahr, Titel, Album, Platzierungen, Wochen, Auszeichnungen, Anmerkungen) | Höchstplatzierung, Gesamtwochen, AuszeichnungChartplatzierungen (Jahr, Titel, Album, Platzierungen, Wochen, Auszeichnungen, Anmerkungen) | Höchstplatzierung, Gesamtwochen, AuszeichnungChartplatzierungen (Jahr, Titel, Album, Platzierungen, Wochen, Auszeichnungen, Anmerkungen) | Höchstplatzierung, Gesamtwochen, AuszeichnungChartplatzierungen (Jahr, Titel, Album, Platzierungen, Wochen, Auszeichnungen, Anmerkungen) | Anmerkungen                                                                |
| Jahr | Titel Album                              | DE | AT | CH | UK | US | Anmerkungen                                                                |
| ---- | ---------------------------------------- | --- | --- | --- | --- | --- | -------------------------------------------------------------------------- |
| 1999 | Bawitdaba Devil Without a Cause          | DE84 (3 Wo.)DE | — | — | UK41 (2 Wo.)UK | — | Erstveröffentlichung: 4. Mai 1999                                          |
| 1999 | Cowboy Devil Without a Cause             | — | — | — | UK36 (2 Wo.)UK | US82 (5 Wo.)US | Erstveröffentlichung: 19. Oktober 1999                                     |
| 2000 | Only God Knows Why Devil Without a Cause | DE96 (1 Wo.)DE | — | — | — | US19 (20 Wo.)US | Erstveröffentlichung: 12. Februar 2000                                     |
| 2000 | American Bad Ass The History of Rock     | DE26 (16 Wo.)DE | — | CH81 (8 Wo.)CH | UK25 (4 Wo.)UK | — | Erstveröffentlichung: 27. Mai 2000                                         |
| 2001 | Forever Cocky                            | DE52 (9 Wo.)DE | — | CH75 (3 Wo.)CH | — | — | Erstveröffentlichung: 3. November 2001                                     |
| 2002 | Picture Cocky                            | — | — | — | — | US4 Gold · (34 Wo.)US | Erstveröffentlichung: 12. November 2002 feat. Sheryl Crow & Allison Moorer |
| 2008 | All Summer Long Rock N Roll Jesus        | DE1 ×3Dreifachgold · (53 Wo.)DE | AT1 Platin · (42 Wo.)AT | CH1 (60 Wo.)CH | UK1 Platin · (25 Wo.)UK | US23 Gold (Mastertone) · (20 Wo.)US | Erstveröffentlichung: 5. April 2008                                        |
| 2008 | Roll On Rock N Roll Jesus                | DE59 (8 Wo.)DE | AT67 (1 Wo.)AT | — | — | — | Erstveröffentlichung: 23. September 2008                                   |
| 2010 | Born Free                                | DE23 (17 Wo.)DE | AT21 (18 Wo.)AT | CH42 (11 Wo.)CH | — | — | Erstveröffentlichung: 29. Oktober 2010                                     |
| 2015 | First Kiss                               | — | — | — | — | US66 (1 Wo.)US | Erstveröffentlichung: 27. Januar 2015                                      |

Weitere Singles
| - 1993: Back from the Dead - 1994: U Don’t Know Me - 1998: Welcome 2 the Party (Ode 2 the Old School) - 1998: I Am the Bullgod - 2000: Wasting Time - 2002: Lonely Road of Faith - 2002: You Never Met a Motherfucker Quite Like Me - 2003: Feel Like Makin’ Love - 2004: Cold and Empty - 2004: Jackson, Mississippi - 2004: I Am - 2004: Single Father - 2007: So Hott - 2007: Amen - 2008: Rock N Roll Jesus | - 2009: Blue Jeans and a Rosary - 2011: God Bless Saturday - 2011: Collide (feat. Sheryl Crow & Bob Seger) - 2012: In Detroit - 2012: Let’s Ride - 2013: Rebel Soul - 2017: Po-Dunk - 2017: Greatest Show on Earth - 2017: Tennessee Mountain Top - 2018: American Rock ’n Roll - 2021: Ala-Fuckin-Bama - 2022: We the People - 2022: Rockin‘ - 2022: The Last Dance |

### Als Gastmusiker
| Jahr | Titel Album                   | Höchstplatzierung, Gesamtwochen, AuszeichnungChartplatzierungen (Jahr, Titel, Album, Platzierungen, Wochen, Auszeichnungen, Anmerkungen) | Höchstplatzierung, Gesamtwochen, AuszeichnungChartplatzierungen (Jahr, Titel, Album, Platzierungen, Wochen, Auszeichnungen, Anmerkungen) | Höchstplatzierung, Gesamtwochen, AuszeichnungChartplatzierungen (Jahr, Titel, Album, Platzierungen, Wochen, Auszeichnungen, Anmerkungen) | Höchstplatzierung, Gesamtwochen, AuszeichnungChartplatzierungen (Jahr, Titel, Album, Platzierungen, Wochen, Auszeichnungen, Anmerkungen) | Höchstplatzierung, Gesamtwochen, AuszeichnungChartplatzierungen (Jahr, Titel, Album, Platzierungen, Wochen, Auszeichnungen, Anmerkungen) | Anmerkungen                                                         |
| Jahr | Titel Album                   | DE | AT | CH | UK | US | Anmerkungen                                                         |
| ---- | ----------------------------- | --- | --- | --- | --- | --- | ------------------------------------------------------------------- |
| 2010 | Lean on Me Hope for Haiti Now | — | AT45 (1 Wo.)AT | — | — | US47 (1 Wo.)US | Erstveröffentlichung: 20. Januar 2010 mit Sheryl Crow & Keith Urban |

Weitere Gastbeiträge
- 2006: Honky Tonk Woman (Jerry Lee Lewis feat. Kid Rock)
- 2010: Good to Be Me (Uncle Kracker feat. Kid Rock)
- 2011: Let’s Roll (Yelawolf feat. Kid Rock, US: Gold)

## Videoalben und Musikvideos

### Videoalben
- 1999: Loud Times
- 2000: Live in Amsterdam
- 2000: The Devil Knows My Name
- 2007: Last Man Standing w Jerry Lee Lewis
- 2007: The Making of Rock N Roll Jesus – Wal-Mart Exclusive
- 2007: Roll On with Kid Rock – Target Exclusive
- 2008: Lowdown
- 2008: Insomnia Documentary
- 2008: 2008 Rock AM Festival – Best Buy Exclusive
- 2009: VH-1 Storytellers

### Musikvideos
| Jahr | Titel                                      | Regie            |
| ---- | ------------------------------------------ | ---------------- |
| 1993 | Back from the Dead                         |                  |
| 1994 | U Don’t Know Me                            |                  |
| 1998 | Welcome 2 the Party (Ode 2 the Old School) |                  |
| 1999 | Bawitdaba                                  |                  |
| 1999 | Cowboy                                     |                  |
| 1999 | I Am the Bullgod                           |                  |
| 2000 | Only God Knows Why                         |                  |
| 2000 | American Bad Ass                           |                  |
| 2001 | Forever                                    |                  |
| 2002 | You Never Met a Motherfucker Quite Like Me |                  |
| 2002 | Lonely Road of Faith                       |                  |
| 2002 | Picture                                    |                  |
| 2003 | Feel Like Makin’ Love                      |                  |
| 2004 | Cold and Empty                             |                  |
| 2004 | Jackson, Mississippi                       |                  |
| 2006 | Honky Tonk Woman                           | Trey Fanjoy      |
| 2007 | Rock Star                                  |                  |
| 2008 | Amen                                       |                  |
| 2008 | All Summer Long                            | Deaton-Flanigen  |
| 2008 | Roll On                                    | Deaton-Flanigen  |
| 2010 | Good to Be Me                              | Christopher Sims |
| 2010 | Born Free                                  | Marc Klasfeld    |

## Autorenbeteiligungen
- 2008: KIDB feat. Martin van der Starre – Una Paloma Blanca heel de zomer lang
- 2008: Wim Soutaer feat. Willy S. – Heel de zomer lang

Darüber hinaus schreibt er die meisten seiner Lieder selbst.

## Produktionen
| Jahr | Titel Interpretation    | Höchstplatzierung, Gesamtwochen, AuszeichnungChartplatzierungen (Jahr, Titel, Interpretation, Platzierungen, Wochen, Auszeichnungen, Anmerkungen) | Höchstplatzierung, Gesamtwochen, AuszeichnungChartplatzierungen (Jahr, Titel, Interpretation, Platzierungen, Wochen, Auszeichnungen, Anmerkungen) | Höchstplatzierung, Gesamtwochen, AuszeichnungChartplatzierungen (Jahr, Titel, Interpretation, Platzierungen, Wochen, Auszeichnungen, Anmerkungen) | Höchstplatzierung, Gesamtwochen, AuszeichnungChartplatzierungen (Jahr, Titel, Interpretation, Platzierungen, Wochen, Auszeichnungen, Anmerkungen) | Höchstplatzierung, Gesamtwochen, AuszeichnungChartplatzierungen (Jahr, Titel, Interpretation, Platzierungen, Wochen, Auszeichnungen, Anmerkungen) | Anmerkungen                                                |
| Jahr | Titel Interpretation    | DE | AT | CH | UK | US | Anmerkungen                                                |
| ---- | ----------------------- | --- | --- | --- | --- | --- | ---------------------------------------------------------- |
| 2001 | Follow Me Uncle Kracker | DE1 Gold · (21 Wo.)DE | AT1 Gold · (21 Wo.)AT | CH3 (20 Wo.)CH | UK3 Platin · (18 Wo.)UK | US5 (34 Wo.)US | Erstveröffentlichung: 20. Februar 2001 Verkäufe: + 974.000 |

Darüber hinaus produziert er die meisten seiner Lieder selbst.

## Sonderveröffentlichungen
Gastbeiträge
- 2007: Rock Star (R. Kelly feat. Kid Rock)
- 2009: From the D (Eminem feat. Kid Rock)
- 2010: Can’t You See (Zac Brown Band feat. Kid Rock)
- 2015: Bad Mother F*cker (Machine Gun Kelly feat. Kid Rock; US: Platin)

## Statistik

### Chartauswertung
|                     | DE    | AT    | CH    | UK    | US     |
| ------------------- | ----- | ----- | ----- | ----- | ------ |
| Nummer-eins-Alben   | DE—DE | AT—AT | CH—CH | UK—UK | US1US  |
| Top-10-Alben        | DE2DE | AT4AT | CH3CH | UK1UK | US9US  |
| Alben in den Charts | DE8DE | AT8AT | CH7CH | UK3UK | US13US |

|                       | DE    | AT    | CH    | UK    | US    |
| --------------------- | ----- | ----- | ----- | ----- | ----- |
| Nummer-eins-Singles   | DE1DE | AT1AT | CH1CH | UK1UK | US—US |
| Top-10-Singles        | DE1DE | AT1AT | CH1CH | UK1UK | US1US |
| Singles in den Charts | DE7DE | AT4AT | CH4CH | UK4UK | US6US |

### Auszeichnungen für Musikverkäufe
| Goldene Schallplatte - Australien - 2008: für das Album Rock N Roll Jesus - Dänemark - 2001: für die Produktion Follow Me - 2008: für die Single All Summer Long - Italien - 2019: für die Single All Summer Long - Kanada - 2003: für das Album Kid Rock - 2010: für das Album Born Free - Neuseeland - 1999: für das Album Devil Without a Cause - 2023: für die Single Picture Platin-Schallplatte - Australien - 2001: für die Produktion Follow Me - 2008: für die Single All Summer Long - Neuseeland - 2024: für das Album Rock N Roll Jesus - Schweden - 2001: für die Produktion Follow Me | 2× Platin-Schallplatte - Kanada - 2001: für das Album The History of Rock - 2003: für das Album Cocky - 2008: für das Album Rock N Roll Jesus 4× Platin-Schallplatte - Kanada - 2001: für das Album Devil Without a Cause - Neuseeland - 2025: für die Single All Summer Long |

Anmerkung: Auszeichnungen in Ländern aus den Charttabellen bzw. Chartboxen sind in ebendiesen zu finden.
| Land/RegionAuszeichnungen für Musikverkäufe (Land/Region, Auszeichnungen, Verkäufe, Quellen) | Silber     | Gold       | Platin       | Diamant  | Verkäufe   | Quellen                           |
| -------------------------------------------------------------------------------------------- | ---------- | ---------- | ------------ | -------- | ---------- | --------------------------------- |
| Australien (ARIA)                                                                            | —          | Gold1      | 2× Platin2   | —        | 175.000    | aria.com.au                       |
| Dänemark (IFPI)                                                                              | —          | 2× Gold2   | —            | —        | 11.500     | hitlisten.nu                      |
| Deutschland (BVMI)                                                                           | —          | 3× Gold3   | Platin1      | —        | 800.000    | musikindustrie.de                 |
| Italien (FIMI)                                                                               | —          | Gold1      | —            | —        | 25.000     | fimi.it                           |
| Kanada (MC)                                                                                  | —          | 2× Gold2   | 10× Platin10 | —        | 880.000    | musiccanada.com                   |
| Neuseeland (RMNZ)                                                                            | —          | 2× Gold2   | 5× Platin5   | —        | 157.500    | aotearoamusiccharts.co.nz NZ2 NZ3 |
| Österreich (IFPI)                                                                            | —          | 2× Gold2   | Platin1      | —        | 60.000     | ifpi.at                           |
| Schweden (IFPI)                                                                              | —          | —          | Platin1      | —        | 30.000     | sverigetopplistan.se              |
| Schweiz (IFPI)                                                                               | —          | Gold1      | —            | —        | 15.000     | hitparade.ch                      |
| Vereinigte Staaten (RIAA)                                                                    | —          | 3× Gold3   | 14× Platin14 | Diamant1 | 25.500.000 | riaa.com                          |
| Vereinigtes Königreich (BPI)                                                                 | 2× Silber2 | Gold1      | 2× Platin2   | —        | 1.603.000  | bpi.co.uk officialcharts.com      |
| Insgesamt                                                                                    | 2× Silber2 | 18× Gold18 | 36× Platin36 | Diamant1 |            |                                   |